# 賈克·福翠爾
賈克·希斯·福翠爾（英語：Jacques Heath Futrelle，1875年4月9日—1912年4月15日）是美國記者和奇幻小說作家。他最出名的小說是偵探故事，主角是奧古斯都·凡杜森教授，亦暱稱為“思考機器”（The Thinking Machine）。賈克·福翠爾於鐵達尼號沉沒事故中喪生。

## 著作
- The Chase Of The Golden Plate  （1906年） ISBN 9780259172642
- The thinking machine  （1907年） ISBN 9788421663318
- The Problem of Cell 13  （1907年） ISBN 9788877547590
- Elusive Isabel  （1909年） ISBN 9783842446694
- The Great Auto Mystery （2004年）ISBN 9781409901587